# باشگاه فوتبال ویکتوریا پلزن
باشگاه فوتبال ویکتوریا پلزن (به چکی: FC Viktoria Plzeň) یک باشگاه فوتبال در جمهوری چک است که در شهر پلزن قرار دارد و هم‌اکنون در لیگ برتر فوتبال جمهوری چک بازی می‌کند.
این باشگاه در سال ۱۹۱۱ میلادی تأسیس شده‌است.

## افتخارات
- لیگ برتر فوتبال جمهوری چک
  - قهرمان (۱): ۱۱–۲۰۱۰
- جام حذفی فوتبال جمهوری چک
  - قهرمان (۱): ۱۰–۲۰۰۹
- سوپر جام فوتبال جمهوری چک
  - قهرمان (۱): ۲۰۱۱